# فرناندو دا سيلفا
فرناندو دا سيلفا (بالبرتغالية: Fernando Dias da Silva‏) هو فنان قصص مصورة ورسام برازيلي، ولد في 25 يونيو 1920 في ساو لويز في البرازيل، وتوفي في 5 مارس 2012.